# Bramo 323
El Bramo 323 "Fafnir" era un motor radial de nou cilindres refrigerat per aire de la Brandenburgische Motorenwerke (des de 1939 BMW-Flugmotorenwerke Brandenburg Fàbrica de motors d'avió BMW a Brandenburg). El motor es va basar en l'experiència que van tenir Siemens & Halske i Bramo amb els motors Gnome-Rhône 9A Jupiter (una rèplica del Bristol Jupiter) construïts sota llicència. El Bramo 323 es convertí així en un dels motors radials de nou cilindres més potents. Cap al 1944, s'havien construït aproximadament 5.500 “Fafnir”.

## Desenvolupament
El desenvolupament del 323 va ser el resultat final d'una sèrie de modificacions del disseny original del Bristol Júpiter, que Siemens va llicenciar el 1929.
Les primeres modificacions van donar els Sh 20 i Sh 21, el 1929. Amb l'ampliació dels cilindres, es va crear el Sh 22 amb 950 CV (708 kW) el 1930. Anàleg al Júpiter, el Sh 22 tenia una aparença antiquada amb les vares de control de l'arbre de lleves davant del motor.
La construcció de motors d'avions es va separar del grup Siemens & Halske el 1934 i es va transferir a la filial Siemens Apparate und Maschinen GmbH (SAM). A mitjans dels anys trenta, es van canviar tots els noms del motor dels avions alemanys, assignant-se a la SAM el bloc 300 de la nova codificació del RLM. Després de la fundació de Bramo el 1936, el SAM 314 es va canviar altre cop de nom com a Bramo 314 i el SAM 322 es va a anomenar Bramo 322. El Bramo 322 mai va estar preparat per a la producció en sèrie.
El desenvolupament es va centrar doncs, amb l'experiència adquirida, en un disseny bàsic al qual se li va afegir una injecció directa de combustible i un sobrealimentador de Junkers. El motor tenia una cilindrada de poc menys de 27 l i produïa 900 CV de potència inicial a 2.500 rpm, que pujava lleugerament fins als 1.000 CV a 3.100 m. La reduïda potència al nivell del mar era inevitable per als motors amb sobrealimentadors mecànics d'una sola velocitat quan es regulaven a una pressió màxima constant per sota de l'altitud crítica.
El Bramo 323 inicial es va produir en una variant A i B, que diferia en el sentit de gir. Els motors van ser dissenyats per a la seva instal·lació en avions bimotors, cosa que compensava el parell de les hèlixs. La situació era similar a les variants C i D, en què la relació de càrrega s'havia reduït per obtenir un millor rendiment a una alçada inferior. Això va augmentar la potència d'enlairament a 1000 CV, però es va reduir l'altitud crítica de vol.
Les versions finals P, R i T estaven equipades amb una sobrealimentador mecànic que es podia canviar entre dues etapes per obtenir un rendiment superior a totes les altituds de vol. Això va donar 1.000 CV al nivell del mar com en la variant C/D, però va millorar el rendiment en altitud amb 940 CV a 4.570 m. En la variant R-2, es va proporcionar una injecció d'aigua i metanol MW-50 per a un augmentar breument el rendiment a baixes altituds obtenint així 1.200 CV a 2.600 rpm.

## Dades tècniques Bramo 323 A
Tipus: motor radial de nou cilindres refrigerat per aire amb injecció directa de gasolina
Potència: 900 CV (662 kW) al nivell del mar, 1000 CV (736 kW) a 3.100 m
Cilindrada: 26,82 l
Diàmetre: 1388 mm
llargada: 1420 mm
diàmetre pistó: 154 mm
carrera pistó: 160 mm
Pes: 550 kg
Tren de vàlvules: control de vàlvules OHV
Sobrealimentador: accionat mecànicament per engranatges
Compressió: 6,4: 1